# Sankthelenapipare
Sankthelenapipare (Anarhynchus sanctaehelenae) är en vadarfågel i familjen pipare som är den isolerade ön Sankta Helenas enda nu levande endemiska fågelart.

## Utseende och läte
Sankthelenapipare är en långbent, 15 centimeter lång gulbrun pipare. Den är mycket lik den afrikanska herdepiparen, men är större och både näbb och ben är smalare och längre. De svarta markeringarna på huvudet når heller inte nacken och undersidan är inte lika gulbrun. Lätet är ett mjukt och kort ki-vitt.

## Utbredning och systematik
Fågeln förekommer enbart på ön St Helena i södra Atlanten där den lättast ses vid Deadwood och Prosperous Bay Plains samt Woody Ridge.

### Släktestillgörighet
Sankthelenapipare placeras traditionellt, liksom de flesta pipare, i det stora släktet Charadrius. Flera genetiska studier har dock visat att arterna i släktet inte är varandras närmaste släktingar. Istället är en stor grupp strandpipare, däribland sankthelenapipare, närmare släkt med vipor i Vanellus och andra udda pipare som australiska inlandspiparen (Peltohyas australis) och arten snednäbb i Nya Zeeland (Anarhynchus frontalis) än med typarten för släktet större strandpipare.  Tongivande Clements m.fl. implementerade 2023 dessa resultat i sin systematik, vilket medfört att denna grupp lyfts ur Charadrius och istället förenats med snednäbben i släktet Anarhynchus. Arten är nära släkt med herdepipare, på lite längre håll arter som svartbent strandpipare och rödhuvad strandpipare. 

## Ekologi
Ungefär 70% av populationen förekommer i betesmarksområden, framför allt på relativt torr, platt och kortbetad mark. Vissa hittas även i halvökenliknande miljöer. Förlängd regnsäsong som resulterar i vegetationstillväxt kan fördröja eller förhindra häckning. Fågeln lägger två ägg, men kan lägga ytterligare en kull om ägg eller kycklingar förlorats. Efter att de är flygga sprider sig ungfåglarna i små flockar. Sankthelenapiparen lever av olika sorters ryggradslösa djur. Födan är mycket dåligt känd, med insekter och sniglar noterade.

## Status och hot
Mellan 2007 och 2016 kategoriserade IUCN arten som akut hotad (CR), men arten har sedan 2017 nedgraderats på hotskalan till sårbar (VU) efter att populationen ökat på sistone. Av människan införda katter och råttor är ett hot mot dem. Världspopulationen uppskattades 2016 till 559 vuxna individer. Det finns starkt politiskt stöd för bevarande av fågeln, då den räknas som öns nationalfågel och avbildas på Sankt Helenas flagga.

## Namn
På svenska har även varianterna Helenastrandpipare och Sankt Helenastrandpipare förekommit. På engelska heter den Saint Helena plover, men kallas av lokalbefolkningen Wirebird (trådfågel) på grund av sina tunna ben.